# 寶來溪
寶來溪，位於台灣南部，屬於高屏溪水系，為荖濃溪第二大支流，河長28公里，流域面積133平方公里，分佈於高雄市六龜區東北端及桃源區中南部。主流發源於卑南主山北側，先向北復轉西北流，至透仔火轉向西南流，至石洞溫泉再轉向西北流，於寶來注入荖濃溪。
寶來溪流域有石洞溫泉、寶來溫泉，其中寶來溫泉臨近南部橫貫公路（省道台20線），交通便利，為熱門景點。